# Spaltbein

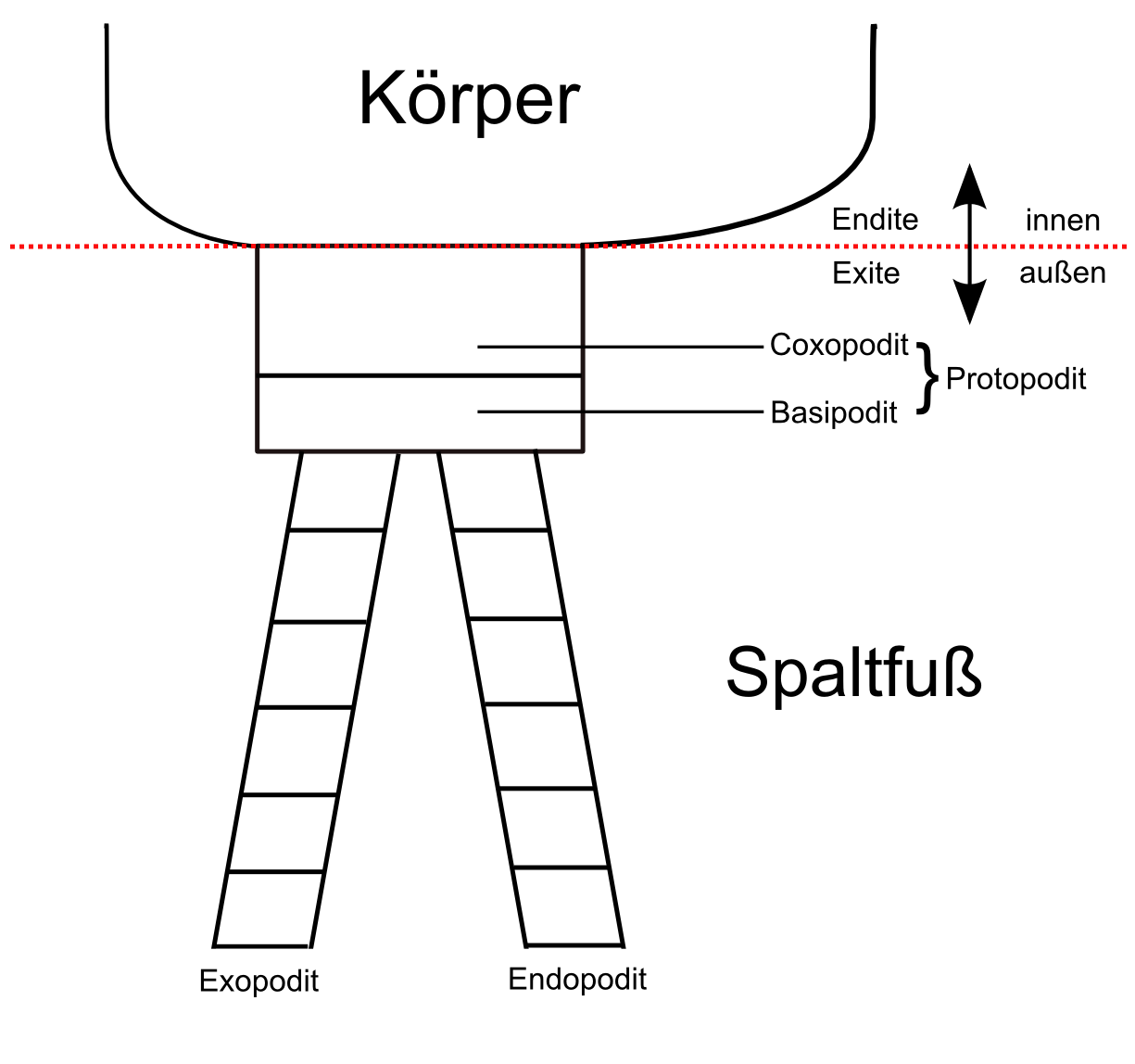
Aufbau eines Spaltbeins: schematischer Grundbauplan

Als Spaltbeine werden bei Krebstieren besonders ausgebildete Beinpaare bezeichnet, bei denen jedes Bein in zwei Ästen ausläuft. Es handelt sich dabei um ein stammesgeschichtlich frühes Merkmal der Gliederfüßer, das schon bei den fossilen Trilobiten nachgewiesen ist.

## Aufbau
Ein Protopodit, der in Coxopodit und Basipodit gegliedert ist, trägt zwei Äste: Der zum Körper zeigende wird als Endopodit (auch Telopodit oder Schreitast), der vom Körper weg zeigende als Exopodit (auch Schwimmast) bezeichnet. An der Außenseite (dorsal bzw. lateral) des Protopoditen kann noch ein Epipodit (auch als Exit bezeichnet) sitzen, an der Innenseite (ventral bzw. medial) ein Endit.
Sowohl Endopodit als auch Exopodit bestehen aus mehreren weiteren Gliedern. Der ursprüngliche Endopodit gliedert sich von der Basis bis zur Spitze in
- Ischium,
- Merus,
- Carpus,
- Propodus und
- Dactylus.

Die ursprüngliche Spitze kann zu einer Kralle oder Schere (Chela) umgebildet sein.

## Funktion

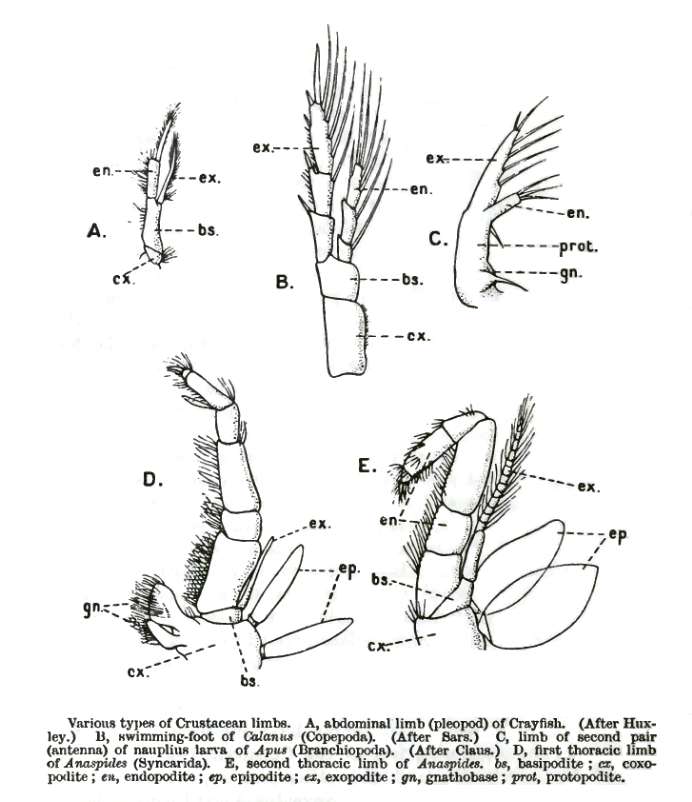
Verschiedene Ausprägungen der Spaltbeine von Krebstieren:
A Pleopod eines Flusskrebses, B Schwimmbein eines Hüpferlings,
C Antenne der Larve eines Kiemenfüßers,
D und E: erstes und zweites Thorakalbein bei Anaspides (Höhere Krebse)
ex Exopodit, en Endopodit, ep Epipodit, cx Coxopodit, bs Basipodit

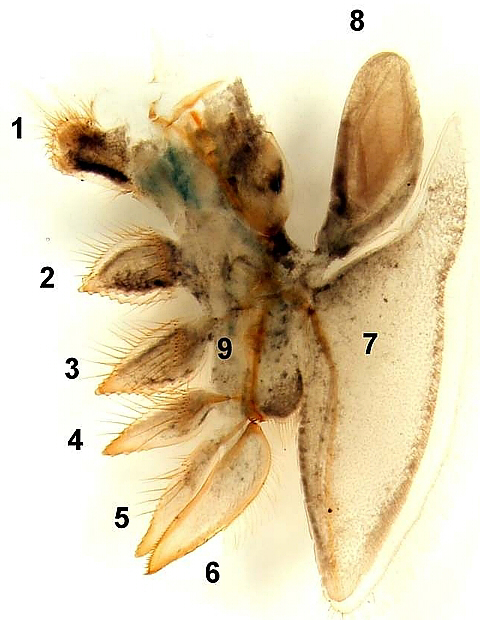
Ein Blattbein: Thorakalbein des Kiemenfußkrebses Triops
1 bis 5: Endite, 6: Endopodit, 7: Exopodit, 8: Epipodit, 9: Protopodit

Die Teile des Spaltbeins können funktionell abgewandelt und spezialisiert sein. So hat der Epipodit vielfach Kiemenfunktion, der Endopodit dient als Lauf- oder Schwimmbein, der Exopodit meist ebenfalls zum Schwimmen. Im Kopfbereich können die Spaltbeine zu Mundwerkzeugen oder Antennen spezialisiert sein. Die Enditen dienen bei Mundwerkzeugen oft als Kauladen. Die Umwandlungen und Spezialisierungen der Spaltbeine sind in der Larvalentwicklung der Krebstiere vielfach zu beobachten.
Bei einem Blattbein (Phyllopodium) sind Proto-, Endo- und Exopodit verbreitert und von einer dünnen Cuticula umgeben. Fehlt der Exopodit bzw. ist dieser stark reduziert, spricht man von einem Stabbein.